# Remiszew
Remiszew – wieś w Polsce położona w województwie łódzkim, w powiecie łaskim, w gminie Łask.
Miejscowość położona jest na Wysoczyźnie Łaskiej.
W latach 1975–1998 miejscowość administracyjnie należała do województwa sieradzkiego.